# IPRT – Fachtagung für digitale Datenübertragung im Amateurfunk
Die IPRT – Fachtagung für digitale Datenübertragung im Amateurfunk war eine jährlich wiederkehrende Amateurfunkveranstaltung in Darmstadt, die mit einem Vortragsprogramm zu Themen aus dem Bereich der digitalen Amateurfunkbetriebsarten die Weiterentwicklung in diesem Sektor vorangetrieben hat.

## Geschichte
Mit dem Aufkommen der Betriebsart Packet Radio entstand der zunehmende Bedarf eines Erfahrungsaustausches zu dieser neuen Betriebsart. Dazu wurde 1984 in Frankfurt zum ersten Mal die Packet-Radio-Tagung von der Rhein-Main-Packet-Radio-Interessengruppe, einem losen Zusammenschluss von Funkamateuren, die von dieser neuen Betriebsart begeistert waren, veranstaltet.
Nachdem der Veranstaltungsort in Frankfurt dem zunehmenden Besucherandrang nicht mehr gerecht werden konnte, wechselte der Tagungsort nach Darmstadt. Hier konnte die Amateurfunkgruppe der Technischen Universität Darmstadt AFTHD Hörsäle im Hans-Busch-Institut der TU Darmstadt erhalten.
Die große Begeisterung, mit der die Funkamateure die Betriebsart Packet Radio aufnahmen, führte Ende der 80er und Anfang der 90er Jahre zu einem schnell wachsenden Datenfunknetz im Amateurfunk. Von dieser Entwicklung profitierte auch die Packet-Radio-Tagung, die in dieser Zeit zweitägig stattfand. Eine starke Beteiligung von Funkamateuren aus dem benachbarten Ausland führte dazu, dass man fortan von der Internationalen Packet-Radio-Tagung sprach. Seit Ende der 90er Jahre hat jedoch eine Stagnation beim Aufbau des Packet-Radio-Netzes eingesetzt, was sich auch auf die IPRT niederschlug. Seit 2001 findet die IPRT nur noch an einem Tag statt.
2006 nannten die Organisatoren die Veranstaltung in IPRT – Fachtagung für digitale Datenübertragung im Amateurfunk um. Damit bringen sie zum Ausdruck, dass sich das Themengebiet der Tagung nicht nur auf die Betriebsart Packet Radio beschränkt, sondern alle Bereiche digitaler Datenübertragung im Amateurfunk umfasst. 2012 wurde die Tagung, bedingt durch den Umbau des Hans-Busch-Institutes, in den großen Hörsaal des Alten Hauptgebäudes der TU Darmstadt verlegt, wo sie auch 2013 abgehalten wurde.
Die IPRT fand immer am Samstag des ersten Aprilwochenendes im Hauptgebäude der TU Darmstadt statt. Abweichungen davon waren möglich, wenn der Termin mit dem Osterwochenende kollidiert. So fand die 23. IPRT im Jahr 2007 bereits am 31. März statt.
Organisiert wurde die Tagung von:
- DARC e.V. Distrikt Hessen
- Rhein Main Packet Radio Gruppe
- Adacom Fachverband für Amateur-Datenfunk e. V.
- Arbeitsgemeinschaft der Funkamateure an der TU Darmstadt AFTHD

Während der Tagung fand parallel in zwei Hörsälen ein Vortragsprogramm statt, das in den letzten Jahren meist mit einer Diskussionsveranstaltung zu aktuellen Themen abgeschlossen wurde. Vortragsthemen der letzten Jahre waren:
- Packet Radio Netzapplikationen
- Aktuelle Datenfunk-/Transceiverentwicklungen
- Amateurfunk-Funkruf
- Digital ATV
- APRS
- Linkstreckenplanung
- Datenfunk auf Kurzwelle (PACTOR)
- Planung und Informationsaustausch zum HAMNET
- Digitale verbale Betriebsarten (D-STAR, APCO P25, DMR)

Seit 2014 wurde die IPRT nicht mehr veranstaltet. 2015 wurde daraufhin zum ersten Mal die HAMNET-Tagung ausgerichtet, die sich mit ähnlichen Themen wie die IPRT beschäftigt.